# Nour Aka Sayed
Nour Aka Sayed (ur. 6 października 1944) – afgański zapaśnik walczący w stylu klasycznym. Olimpijczyk z Tokio 1964, gdzie zajął 24. miejsce w kategorii do 63 kg.

## Letnie Igrzyska Olimpijskie 1964
| Konkurencja           | Rundy eliminacyjne           | Rundy eliminacyjne    | Klas. końcowa |
| Konkurencja           | Przeciwnik I                 | Przeciwnik II         | Miejsce       |
| --------------------- | ---------------------------- | --------------------- | ------------- |
| 63 kg styl klasycznym | Branislav Martinović (YUG) P | Marin Bolocan (ROM) P | 24.           |